# Hadersdorf-Kammern
Hadersdorf-Kammern est une commune autrichienne du district de Krems en Basse-Autriche.